# Circle changeup

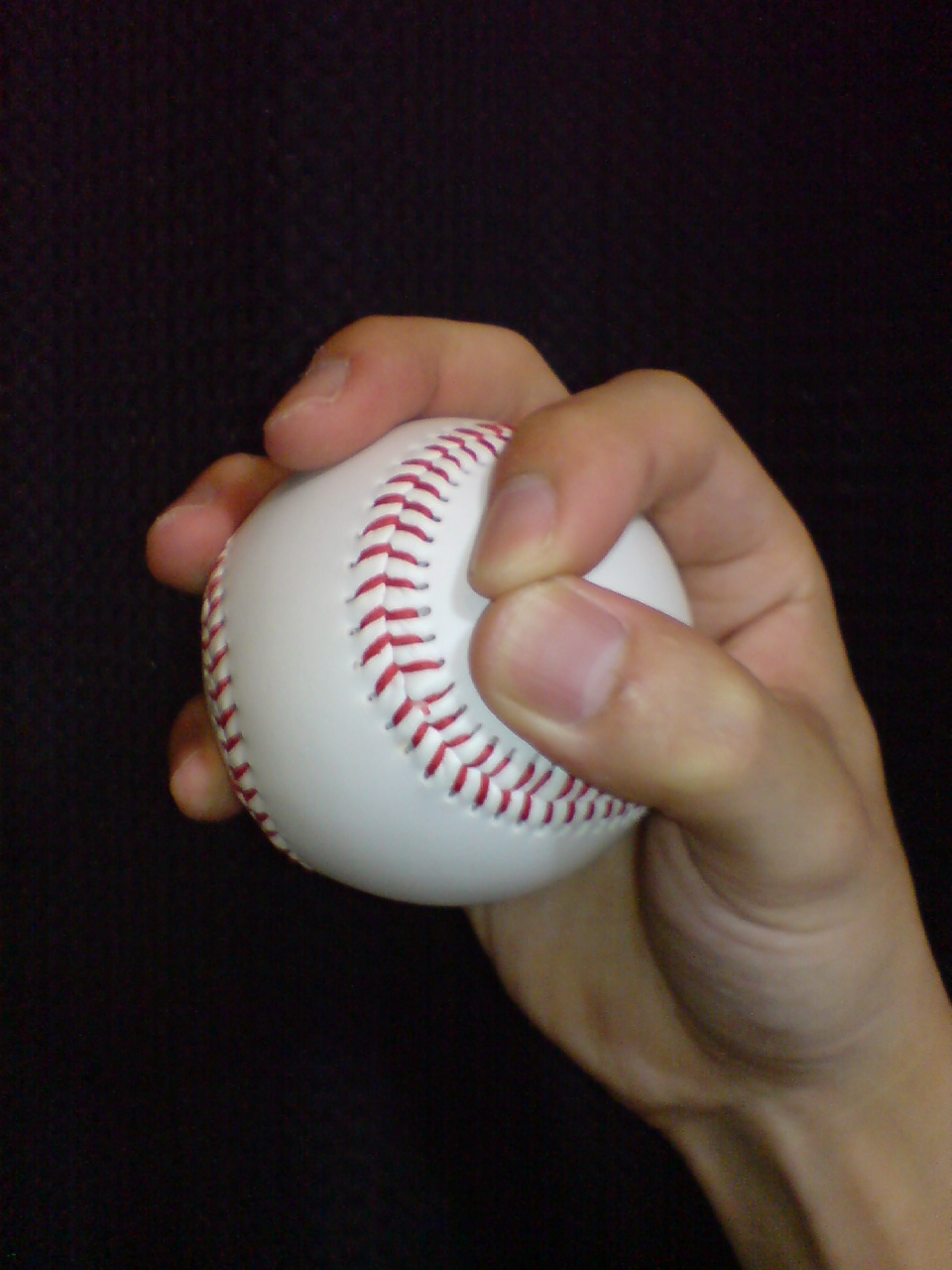
Kreisförmiger Griff eines Circle changeups

Der Circle changeup ist eine Wurftechnik eines Pitchers im Baseball. Hierbei wird dieselbe Wurfbewegung wie bei einem geraden Fastball durchgeführt, aber der Ball mit allen Fingern in der Form eines Kreises (engl.: circle) umfasst. Hierdurch wird der Wurf absichtlich langsamer und verleitet den gegnerischen Schlagmann zum zu frühen Schlagen (Changeup).
Da der Circle changeup mit allen fünf Fingern gegriffen wird, kann man dem Wurf durch leicht unterschiedliche Griff- und Drucktechniken eine Vielzahl verschiedener Varianten geben. Er ist u. a. einer der Lieblingswürfe des dreimaligen Cy-Young-Award-Gewinners  Pedro Martinez.